# Consejo Nacional para el Control de Estupefacientes
El Consejo Nacional para el Control de Estupefacientes (más conocido por su acrónimo, CONACE) fue un organismo público chileno encargado de asesorar al presidente de la República en materia de prevención, control, producción y tráfico ilícito de estupefacientes. Funcionó entre 1990 y 2011, siendo reemplazado por el Servicio Nacional para la Prevención y Rehabilitación del Consumo de Drogas y Alcohol (SENDA), mediante la Ley 20.502.

## Historia
Los orígenes del CONACE se remontan a 1982 con la creación por parte de la dictadura militar del general Augusto Pinochet de la «Comisión Nacional de Drogas». Esta tuvo escasa eficacia, dado que durante la década de 1980 se produjo el aumento y la masificación del consumo de drogas en Chile. Se inició la introducción de la pasta base de cocaína y la marihuana prensada o paraguaya en las poblaciones marginales, al igual que la cocaína y drogas sintéticas entre las clases más pudientes.[cita requerida]
En 1990, con la llegada del presidente Patricio Aylwin al gobierno, mediante el Decreto N° 683 del 21 de septiembre de ese año, se creó el «Consejo Nacional para el Control de Estupefacientes» como una comisión asesora presidencial interministerial con la función de colaborar en el combate a las drogas en Chile. Su máximo logro fue la introducción de una nueva legislación en 1993, con la publicación de la Ley N° 19.336, sobre drogas, reemplazada posteriormente por la Ley N° 20.000 del 16 de febrero de 2005.
Mediante la Ley N° 20.502, promulgada durante el primer gobierno del presidente Sebastián Piñera el 21 de febrero de 2011, se reemplazó al CONACE por el Servicio Nacional de Prevención y Rehabilitación del Consumo de Alcohol (SENDA), que quedó bajo la supervigilancia del nuevo Ministerio del Interior y Seguridad Pública.

## Funciones
Las funciones del Conace eran las siguientes:
- Asesorar al presidente de la República en las tareas de coordinación relacionadas con la intervención, las actividades y funciones de todas las instituciones y organismos de la administración del Estado en lo relacionado con la prevención y control del uso indebido, la producción y tráfico ilícito de estupefacientes o sustancias psicotrópicas y el tratamiento, rehabilitación y reinserción social de las personas afectadas por la drogadicción;
- Proponer medidas para la concreción de la política nacional al presidente de la República y asesorar al poder ejecutivo en el control de su ejecución;
- Promover el estudio, investigación y la recopilación de antecedentes sobre las materias de su competencia y proponer las modificaciones de orden legal y reglamentario que estime convenientes para la adecuada aplicación de la política nacional aludida;
- Solicitar a las instituciones, organismos y servicios de la administración del Estado que autoricen al personal especializado de sus dependencias para que se desempeñen en comisión de servicio en la Secretaría Ejecutiva o en tareas específicas que le encomiende el Consejo;
- Solicitar información y asesoría técnica a organismos públicos y privados;
- Mantener relaciones con organismos internacionales vinculados en materia de drogas estupefacientes y psicotrópicas, facilitando tareas destinadas a una efectiva y recíproca colaboración e intercambio de información, respetando facultades que corresponden al Ministerio de Relaciones Exteriores y otros organismos del Estado.

## Objetivos
Las principales líneas de trabajo y objetivos de Conace fueron las siguientes:
- Prevención: evitar y disminuir el consumo de drogas, sensibilizar e informar sobre sus efectos, fortalecer los recursos personales y sociales para enfrentar eficazmente el problema, promover estilos de vida saludables y desarrollar las habilidades para enfrentar la presión social al consumo. Para cumplir con este objetivo la institución desarrolla los programas de prevención familiar, escolar, laboral, comunitaria y de marginalidad.
- Control: coordinar la entrega de información de diferentes órganos de control en materia de drogas (Policía, Fuerzas Armadas, Aduanas, etc.), que tenían como objetivo impedir el tráfico ilícito de estupefacientes y sustancias psicotrópicas y evitar la utilización del territorio nacional como ruta de tránsito hacia otros países.
- Tratamiento y Rehabilitación: Esta línea se propuso tratar médicamente, rehabilitar y reinsertar socialmente a personas afectadas por el consumo de drogas. Para ello, se realizó un proceso que comprende las etapas de evaluación y diagnóstico, desintoxicación ambulatoria u hospitalaria, tratamiento de mantención, rehabilitación y prevenir recaídas, y reinserción.

## Secretarios ejecutivos
| Retrato | Titular                      | Partido | Inicio                   | Final                 | Presidente                                                            |
| ------- | ---------------------------- | ------- | ------------------------ | --------------------- | --------------------------------------------------------------------- |
|         |                              | PDC     | 21 de septiembre de 1990 | 11 de marzo de 1994   | Patricio Aylwin Azócar                                                |
|         | Pablo Lagos Puccio           | PDC     | 11 de marzo de 1994      | 11 de marzo de 2000   | Eduardo Frei Ruiz-Tagle                                               |
|         | María Teresa Chadwick Piñera | Ind.    | 1 de abril de 2000       | 11 de marzo de 2010   | Ricardo Lagos Escobar (2000-2006) Michelle Bachelet Jeria (2006-2010) |
|         | Francisca Florenzano Valdés  | Ind.    | 11 de marzo de 2010      | 21 de febrero de 2011 | Sebastián Piñera Echenique                                            |